# Hurdiidae

A Família Hurdiidae (Sinônimo Júnior Peytoiidae) é uma família cosmopolita de Artrópodes extinto que viveu entre o início e metade da Era Paleozoóica, sendo os Dinocaridídios mais longevos, durando do Cambriano ao Devoniano

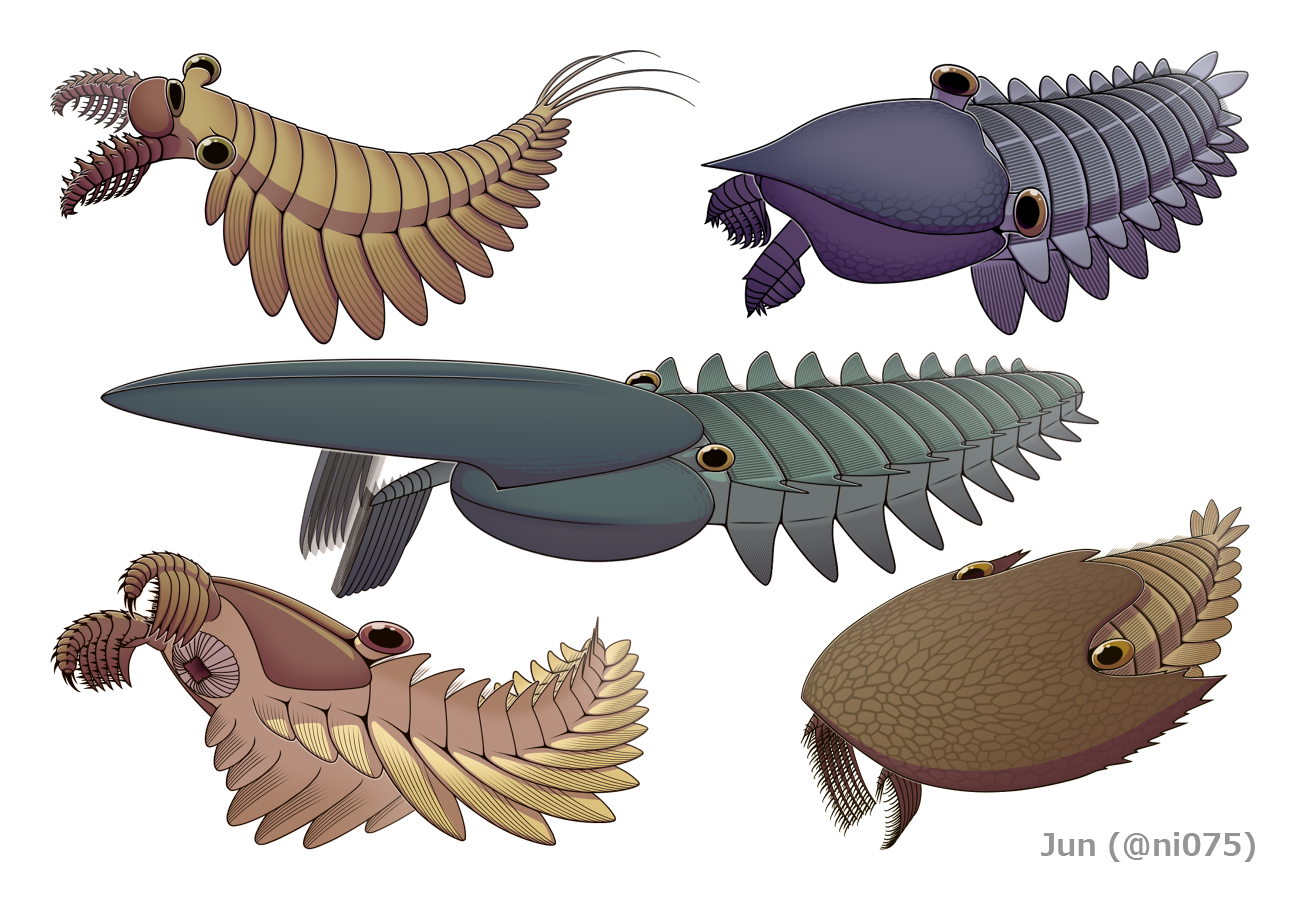
Membros da família Hurdiidae

## Descrição

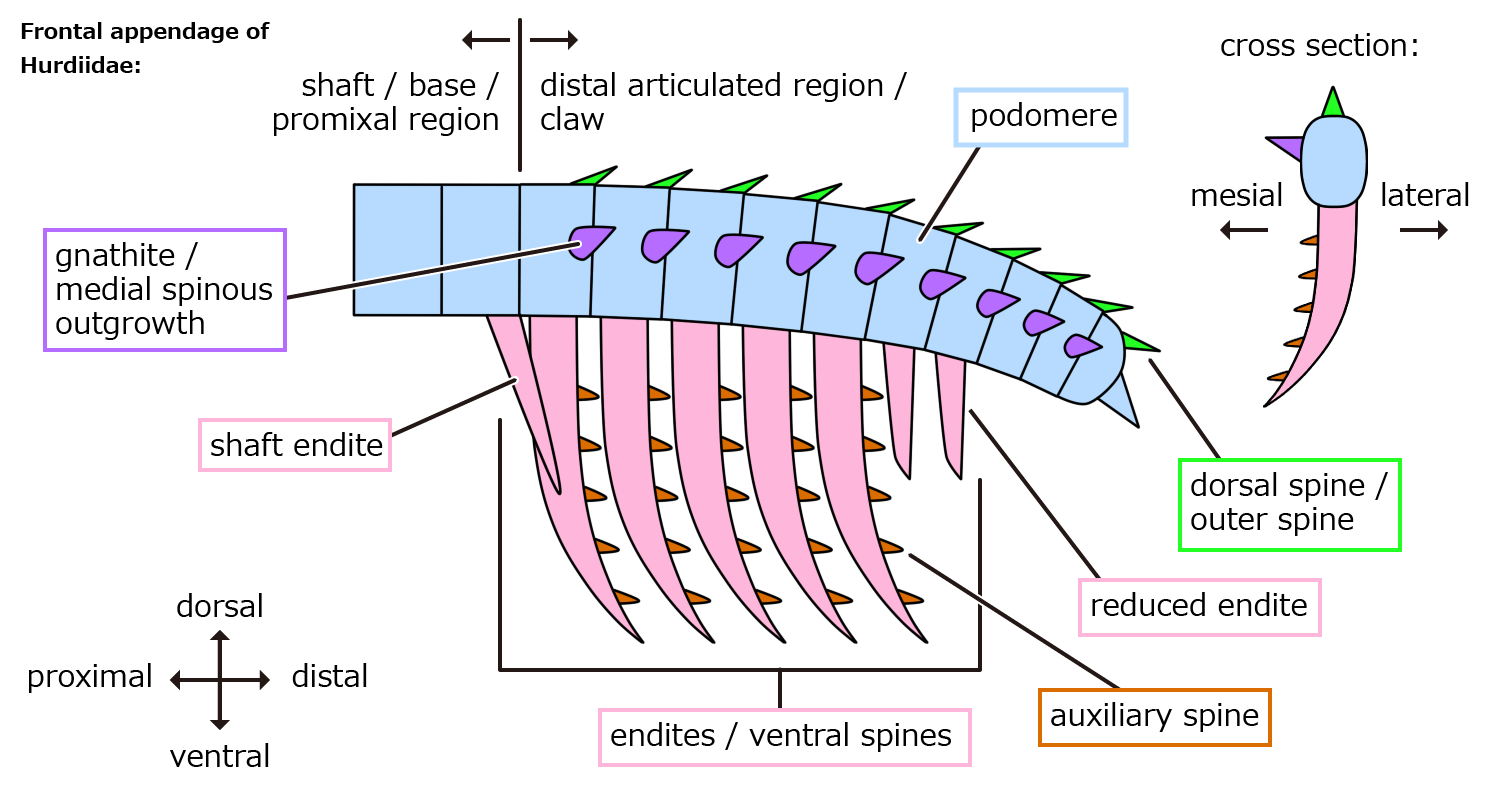
Apêndice Frontal de um Hurdiídeo

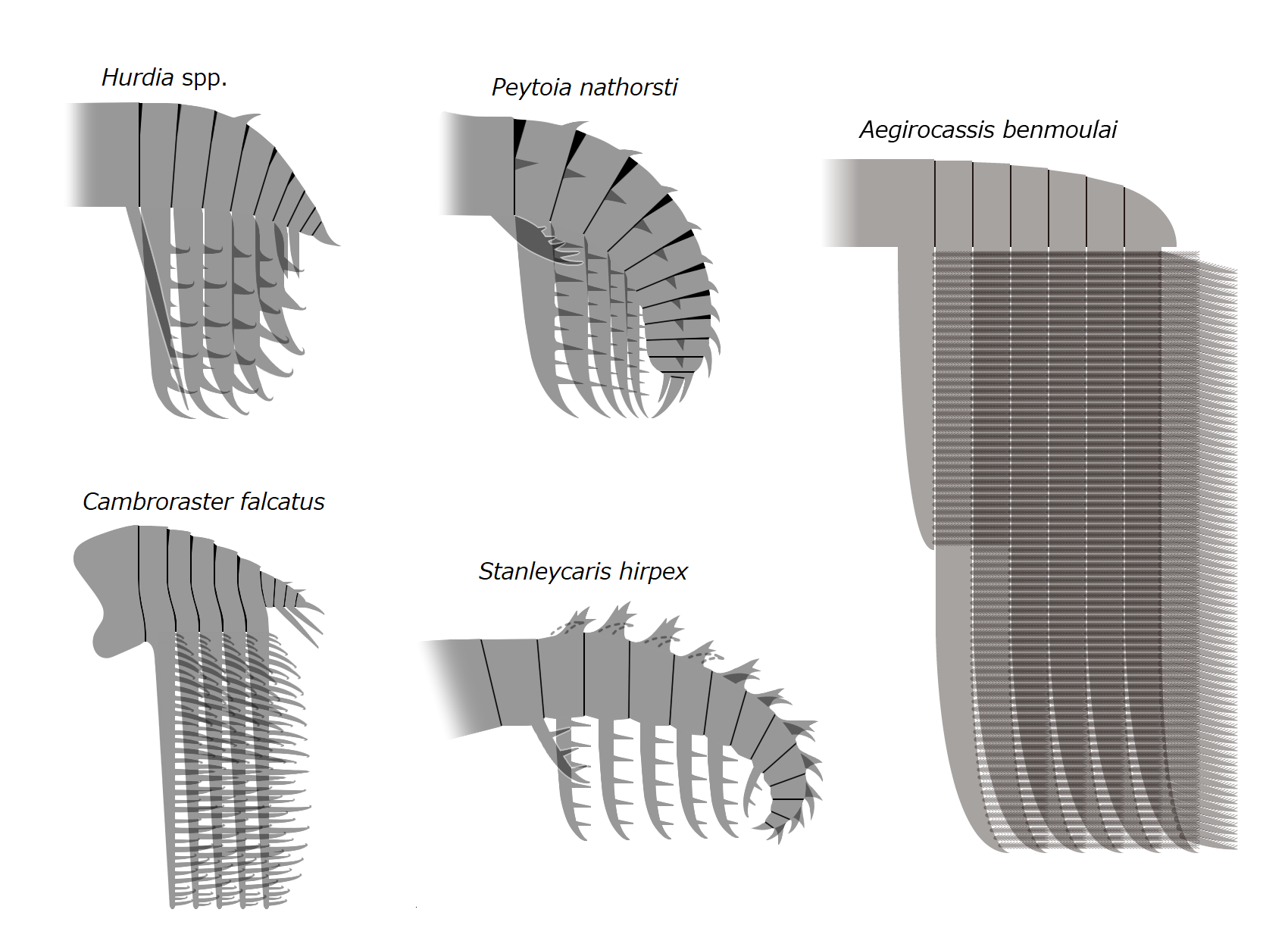
Apêndices Frontais de vários Hurdiídeos

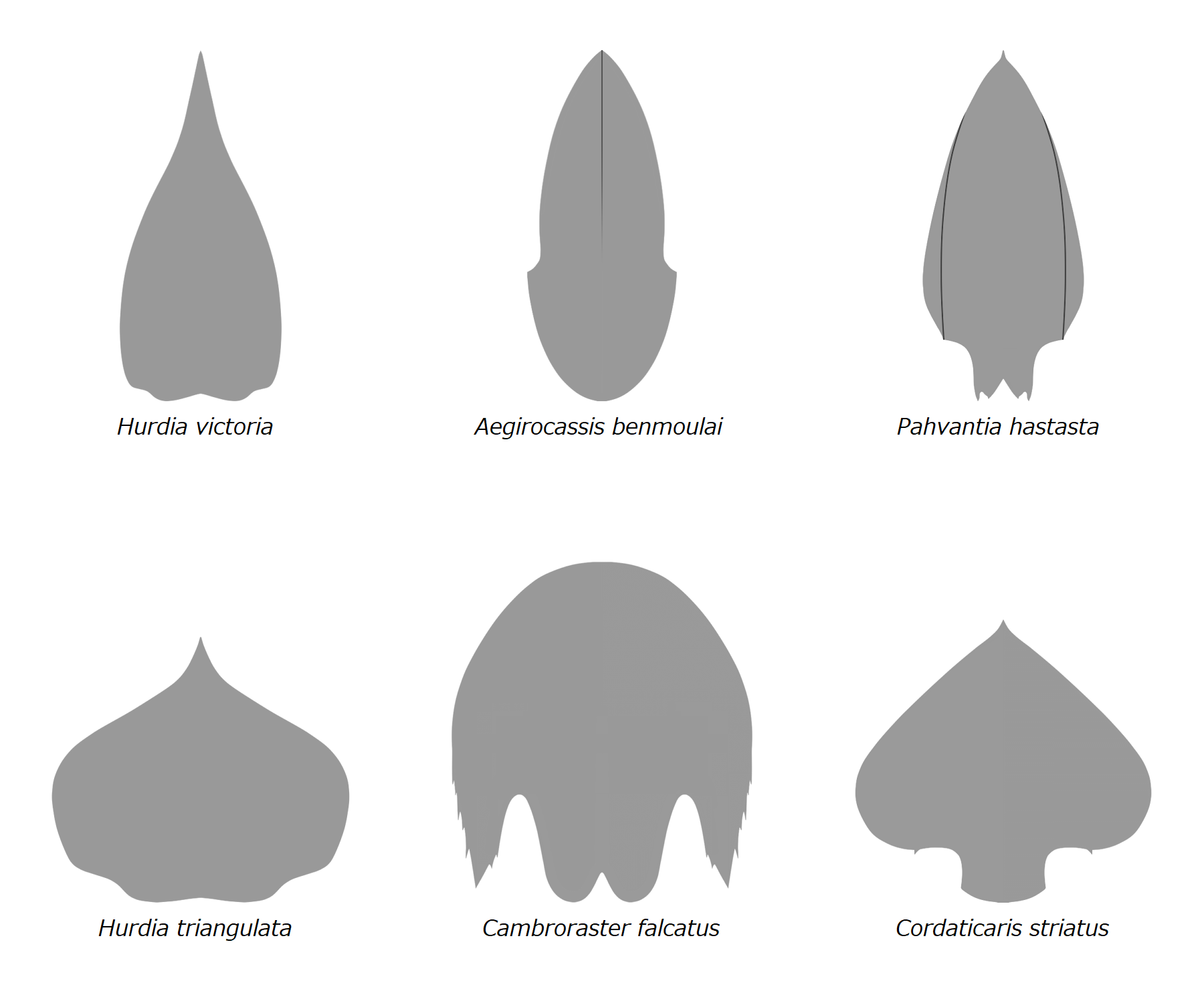
Elemento H (a "cabeça") de vários Hurdiídeos

A família Hurdiidae se caracteriza pelo fato de seus apêndices terem a região distal em 5 enditos subiguais em forma de lâmina, com a região H sendo mais larga e terem o cone oral em forma Tetrarradial.
os Apêndices Frontais tem uma morfologia distinta, com o apêndice geralmente apresentando cinco espinhos alongados em forma de lâmina, de tamanhos iguais, conhecidos como enditos.  Os podômeros subsequentes foram reduzido em tamanho com apenas enditos pequenos ou vestigiais. Cada podômero tinha um único endito, ao contrário de outras famílias de radiodontes, onde estes eram pareados. Na maioria dos Hurdiídeos, os enditos eram lideiramente curvados, de modo que os apêndices formavam uma estrutura vagamente parecida com uma cesta. Alguns Hurdiídeos tinham um número maior de enditos, com Cordaticaris apresentando sete enditos de comprimentos iguais. Ursulinacaris é o único hurdiídeo conhecido a apresentar enditos pareados, sendo provavelmente um tipo intermediário entre o apêndice de outros radiodontes com o apêndice Hurdiídeo.
Os Hurdiídeos variavam em tamanho, o menor espécime conhecido é um apêndice pertencente a uma espécie não identificada e que mede 1´8 milímetros, e estima-se que o indivíduo media de 6 a 15 milímetros, embora não se saiba se trata de um adulto ou juvenil/larva. O maior hurdiídeo é o Aegirocassis, que media de 2 metros, sendo comparável ao tamanho de um homem médio.

## Palebiologia
A maioria dos Hurdiídeos eram predadores que provavelmente peneiravam o substrato com os apêndices em busca de animais fossoriais, como vermes, embora alguns, como os Aegirocassisinae e possivelmente Cambroraster eram filtradores de plâncton.

## Distribuição
Os Hurdiídeos eram mundiais. O primeiro hurdiídeo conhecido é Peytoia Infracambensis (Cassubia), do Cambriano Estágio 2 da Polônia. A família se diversificou durante a época miaolingiana. Resgistros pós-cambriano são raros, porém sabe-se que eles viveram também no Ordoviciano. O espécime mais recente de hurdiídeo é Schinderhannes bartelsi, do Devoniano Alemão.

## Classificação
Os Hurdiídeos são classificados dentro de Radiodonta, um clado de artrópodes do grupo-tronco. Hurdiidae é definido filogeneticamente como o clado mais inclusivo contendo Hurdia e parentes, mas diferenciando de Amplectobeluidae, Anomalocarididae ou Tamisiocaridae.  Alguns autores argumentaram que Peytoiidae, Termo cunhado pelos paleontólogos Conway Morris e Robison em 1982 tem prioridade sobre Hurdiidae, e que Hurdiidae "ainda não foi devidamente estabelecido seguindo os padrões do ICZN ", devido à sua primeira definição não ter um diagnóstico baseado em caractereristicas, e a segunda ser publicada em um periódico somente online sem ser registrada no banco de dados ZooBank.
As espécies de Hurdiídeos incluem:
- Mosura fentoni[12]
- Peytoia nathorsti[13]
- Peytoia infercambriensis[3]
- Schinderhannes bartelsi[13]
- Stanleycaris hirpex[13]
- Stanleycaris qingjiangiensis[13]
- Ursulinacaris grallae[3]
- Hurdiinae
  - Buccaspinea cooperi[14]
  - Cambroraster falcatus[13]
  - Cordaticaris striatus[13]
  - Hurdia triangulata[13]
  - Hurdia vitória[13]
  - Pahvantia hastata[13]
  - Titanokorys gainesii[13]
  - Zhenghecaris shankouensis ?[13]
- Aegirocassisinae
  - Aegirocassis benmoulai[13]
  - Pseudoangustidontus duplospineus[8]
  - Pseudoangustidontus izdigua[13]